# Теклино (Волынская область)
Теклино (укр. Теклине) — село в Камень-Каширской городской общине Камень-Каширского района Волынской области Украины.
Население по переписи 2001 года составляет 531 человек. Почтовый индекс — 44517. Телефонный код — 3357. Занимает площадь 1,544 км².